# GAMMS (Galileo/GNSS-based Autonomous Mobile Mapping System)
GAMMS (siglas de Galileo/GNSS-based Autonomous Mobile Mapping System, en español: Sistema Autónomo de Mapeo Móvil Basado en Galileo/GNSS) es un proyecto europeo de investigación e innovación en curso, financiado por la Unión Europea dentro del programa Horizonte 2020. Su objetivo principal es desarrollar un sistema terrestre de mapeo móvil autónomo (AMMS) para la generación automatizada de mapas de alta definición (HD maps), utilizando tecnologías de GNSS, inteligencia artificial y vehículos autónomos.

## Objetivos
El proyecto GAMMS pretende desarrollar una solución autónoma capaz de adquirir datos geoespaciales y producir mapas HD con precisión centimétrica. Estos mapas son fundamentales para la conducción autónoma, la movilidad aérea urbana, las ciudades inteligentes y las aplicaciones de realidad aumentada. Entre sus objetivos principales se encuentran:
- Desarrollar un sistema autónomo de mapeo móvil terrestre basado en vehículos con Nivel de Automatización 4 (LoA-4).[2]
- Integrar fusión de sensores múltiples con GNSS multiconstelación: Galileo (sistema de navegación), GPS, GLONASS y BeiDou.[3]
- Utilizar el Servicio de Alta Precisión (HAS) y el Servicio de Autenticación de Mensajes de Navegación (OSNMA) de Galileo para mejorar la precisión y seguridad en tiempo real y en post-procesamiento.[4]
- Automatizar la generación de mapas mediante software basado en IA entrenado con datos de sensores visuales, unidades inerciales, odómetros y escáneres láser.[5]

## Tecnología
El sistema AMMS integra múltiples sensores: unidades de medición inercial (IMU), odómetros, relojes atómicos y sensores visuales (cámaras y LiDAR), combinados con señales de GNSS multiconstelación para calcular la trayectoria del vehículo en términos de posición, velocidad y orientación.
GeoNumerics lidera el desarrollo de algoritmos de navegación mediante las plataformas NEXA (determinación de trayectorias) y GENA (ajuste de redes dinámicas). El uso de señales específicas de Galileo (E1, E5 AltBOC y E6) mejora la precisión en la estimación de trayectorias.

## Integración con Galileo
GAMMS es uno de los primeros proyectos en utilizar los servicios HAS y OSNMA para aplicaciones reales de mapeo. Estos servicios ofrecen precisión global decimétrica y autenticación de mensajes a nivel de señal.
El receptor GNSS G3STAR, desarrollado por DEIMOS Engenharia, es capaz de decodificar señales HAS de Galileo en la banda E6 y validar mensajes OSNMA en escenarios operativos reales.

## Casos de uso
El sistema GAMMS está diseñado para aplicaciones que requieren mapas precisos, incluyendo:
- Mapas HD para vehículos autónomos terrestres
- Mapas 3D para planificación urbana y gestión inteligente de ciudades
- Soporte a la movilidad aérea urbana (UAM), como reparto con drones o taxis aéreos
- Robótica y experiencias de realidad aumentada geolocalizada[7]

## Consorcio
El proyecto está coordinado por GeoNumerics (España) y cuenta con ocho socios de cinco países:
- GEOSAT (Francia): Cartografía 3D e inteligencia artificial
- Sensible4 (Finlandia): Tecnologías de conducción autónoma
- DEIMOS Engenharia (Portugal): Desarrollo del receptor GNSS
- EPFL (Suiza): Modelado de sensores y dinámica vehicular
- Solid Potato (Finlandia): Tecnología LiDAR multiespectral
- PILDO Labs (España): Regulación y certificación
- ENIDE (España): Comunicación y difusión del proyecto[1]

## Financiación
GAMMS está financiado por la Agencia de la Unión Europea para el Programa Espacial (EUSPA), dentro del programa Horizonte 2020, mediante el acuerdo de subvención n.º 101004255. El presupuesto total supera los €1,9 millones.